# Rennertshofen
Rennertshofen är en köping (Markt) i Landkreis Neuburg-Schrobenhausen i Regierungsbezirk Oberbayern i förbundslandet Bayern i Tyskland.